# Alamata
Alamata is een stad in de Ethiopische regio Tigray.
In 2005 telde Alamata 45.632 inwoners.